# Кастаньеда, Хулио
Хулио Кастаньеда — аргентинский биатлонист, трёхкратный чемпион Южной Америки.

## Карьера
Хулио Кастаньеда начал заниматься биатлоном в 2000 году. В национальной команде с 2005 года. Выступает за клуб Монтанья Касадорес де лос Андес. Тренер — Гастон Фанти.
Дебют в Кубке Европы состоялся в сезоне 2006/2007 на первом этапе в австрийском Обертиллиахе, где в спринте он занял 129 место. Лучшим личным результатом за всё время участия является 68 место в индивидуальной гонке на этапе в немецком Лангдорфе в сезоне 2007/2008. Лучшим результатом в эстафете стало 11 место, показанное им в составе сборной Аргентины на этапе в Форни-Авольтри в сезоне 2006/2007.
На Чемпионате Южной Америки по биатлону 2010 года Хулио Кастаньеда набрал 174 балла из 180 возможных и выиграл золотую медаль. При этом в Портильо он выиграл индивидуальную гонку и масс-старт, а в спринте финишировал вторым. В Сан-Карлос-де-Барилоче он занял 5-е место в спринте. Результат этой гонки не пошёл в зачёт общей оценки, как самый плохой результат гоночной серии.